# EndeavourOS
EndeavourOS（エンデバーオーエス）は、 Arch LinuxベースのLinuxディストリビューションの一つで、2019年に廃止されたAntergosの後継である。Antergosと同様に、Xfce、Budgie、Cinnamon、Deepin、GNOME、i3 などをインストールできるグラフィカルインストーラーを備えている。

## 開発
EndeavourOSは、2019年5月21日にAntergosプロジェクトの終了が発表されたことを受け、そのコミュニティを維持するために開発が始まった。
当初は、Antergosのネットインストーラー「Cnchi」を使用して9つのデスクトップ環境と基本インストールを提供する計画だった。しかし、Cnchiを動作させる際に技術的な問題が発生したため、チームはPortergosをベースとしたオフラインインストーラーのみでディストリビューションをリリースすることを決定した。
リリース後、開発チームはPortergosに代えてCalamaresインストーラーを採用した。Calamaresは使いやすいGUIを提供しながらも、ネットインストール機能も備えていた。
EndeavourOSはベースであるArch Linuxの哲学を尊重し、独自のリポジトリを最小限に保つ方針を採用している。これはグラフィカルインストーラーの利便性を備えながらも、Arch Linuxに近い体験を提供することを目的としている。

## 最初のリリース
2019年7月15日、EndeavourOSは最初のISOをリリースした。開発チームは、Antergosコミュニティの多くが彼らを支持することを期待していなかったが、コミュニティから非常に好評だっただけでなく、いくつかのブロガーやvloggerは、リリース直後でも非常に好意的なレビューがみられた。

## ネットインストール
ディストリビューションのリリース直後、EndeavourOSチームは、インターネットを介してさまざまなデスクトップ環境に直接インストールするためのネットインストーラーの開発を開始した。
ネットインストーラーのリリースは、最初は2019年11月15日に行われると予定されていたが、最終的には12月22日まで延期された。ISOには、EndeavourOSブランドをテーマにしたデフォルトのXfce4デスクトップを使用したオフラインインストールと、インストーラーCalamaresの起動時にネットインストールを選択するオプションが含まれている。

## ディスカバリーマガジン
2019年9月11日、EndeavourOSは、ユーザーにArchコマンドの背景情報を提供し、探索する新しいパッケージについて通知するオンラインマガジンをリリースすると発表した。雑誌は2019年11月に公開された。